# Phenice grandis
Phenice grandis är en insektsart som beskrevs av Frederick Arthur Godfrey Muir 1934. Phenice grandis ingår i släktet Phenice och familjen Derbidae. Inga underarter finns listade i Catalogue of Life.